# Јанис Тима
Јанис Тима (лет. Jānis Timma; Краслава, 2. јул 1992 — Москва, 17. децембар 2024) био је летонски кошаркаш. Играо је на позицији крила.

## Биографија
У родној Летонији наступао је за АСК Ригу, Лијепајас лаувас, Вентспилс и ВЕФ Ригу.
Дана 30. јуна 2015. године потписао је двогодишњи уговор са Зенитом из Санкт Петербурга.
Дана 8. јуна 2017. године је потписао трогодишњи уговор са Басконијом. Дана 18. јула 2018. године је напустио Басконију и потписао двогодишњи уговор са Олимпијакосом. Није успео да се избори за већу минутажу у грчком клубу па је у марту 2019. позајмљен Химкију до краја сезоне 2018/19. У јуну 2019. и званично је постао Химкијев играч пошто је потписао двогодишњи уговор са овим клубом.
Дана 15. новембра 2021. је потписао једномесечни уговор са УНИКС-ом из Казања. Отпуштен је 6. децембра исте године.

### НБА
На НБА драфту 2013. године одабрали су га Мемфис гризлиси као 60. пика.
Дана 24. јуна 2015. године Мемфис гризлиси су трејдовали права на Тиму у Орландо меџик, у замену за Лука Риднура.

### Репрезентација
За сениорску репрезентацију Летоније наступао је на Европским првенствима 2015. и 2017. године.

## Приватно
Био је у браку са украјинском певачицом и глумицом Аном Седоковом. Према наводима, извршио је самоубиство 17. децембра 2024. године у Москви.

## Успеси

### Клупски
- Вентспилс:
  - Првенство Летоније (1): 2013/14.
  - Балтичка лига (1): 2012/13.

- ВЕФ Рига:
  - Првенство Летоније (1): 2014/15.

### Појединачни
- Најкориснији играч финала Балтичке лиге (1): 2012/13.